# Echiniscus merokensis
Echiniscus merokensis är en djurart som tillhör fylumet trögkrypare, och som beskrevs av Ferdinand Richters 1904. Echiniscus merokensis ingår i släktet Echiniscus och familjen Echiniscidae. Arten är reproducerande i Sverige.

## Underarter
Arten delas in i följande underarter:
- E. m. merokensis
- E. m. suecicus